# Stjepan I. Šubić Bribirski
Stjepan I. Šubić Bribirski († 1238.), hrvatski velikaš iz kneževskog roda Šubića Bribirskih. Bio je sin bribirskog kneza Pribine († iza 1197.) i brat kneza Jakova, Grgura III. († 1235.) i Vučine († 1226.). Njegov brat Grgur III. bio je starješina roda Bribirskih, koji se za vodstvo u rodu morao boriti sa svojim stricem Višenom, zvonigradskim i splitskim knezom (1221.-1223.), kojeg je ubio 1223. godine i preuzeo potpunu kontrolu nad rodom.
U isto vrijeme Stjepan I. je pomagao svog brata Grgura III. u borbi protiv cetinskog kneza Domalda koji se sukobljavao s kraljem Andrijom II. pa su braća Stjepan i Grgur nakon Domaldova poraza 1223. godine dobila njegove posjede na području od rijeke Krlke do Zadra. Poslije Grgurove smrti 1235. godine, Stjepan I. je zakratko preuzeo vodstvo nad rodom. Iza sebe je ostavio dvojicu sinova, Stjepka II. i Jakova I.

## Vanjske poveznice
- Bribirski Hrvatska enciklopedija